# 10 Minutes
«10 Minutes» (укр. «10 хвилин») — сингл румунської співачки Інни з альбому «Hot». Випущений 25 січня 2010 лейблом «Roton».

## Чарти

### Щотижневі чарти
| Чарт (2010–11)                   | Найвища позиція |
| -------------------------------- | --------------- |
| Бельгія (Ultratip Flanders)      | 15              |
| Бельгія (Ultratip Wallonia)      | 17              |
| CIS (Tophit)                     | 85              |
| Чехія (IFPI)                     | 10              |
| Франція (SNEP)                   | 8               |
| Угорщина (Dance Top 40)          | 5               |
| Нідерланди (Dutch Top 40)        | 18              |
| Нідерланди (Mega Single Top 100) | 76              |
| Польща (Dance Top 50)            |                 |
| Poland (Polish Airplay New)      | 4               |
| Romania (Nielsen Music Control)  | 11              |
| Словаччина (IFPI)                | 34              |

| Чарт (2022)              | Найвища позиція |
| ------------------------ | --------------- |
| Угорщина (Rádiós Top 40) | 36              |

### Чарти на кінець року
| Чарт (2010)                | Позиція |
| -------------------------- | ------- |
| Romania (Romanian Top 100) | 42      |
| Чарт (2011)                | Позиція |
| France (SNEP)              | 53      |

## Історія релізу
| Країна          | Дата             | Формат           | Лейбл             |
| --------------- | ---------------- | ---------------- | ----------------- |
| Румунія         | 25 січня 2010    | Радіо            | Roton             |
| Бельгія         | 27 серпня 2010   | Digital download | ARS Entertainment |
| Нідерланди      | 25 вересня 2010  | Digital download | Spinnin' Records  |
| США             | 9 листопада 2010 | Digital download | Ultra Records     |
| Франція         | 6 грудня 2010    | CD-сингл         | Universal         |
| Велика Британія | 6 лютого 2011    | Digital download | Universal         |